# Rey de las Arenas
Hassiba (en árabe: ملك الرمال (فيلم)‎ (ALA-LC: Malik alramal) es una película siria, biográfica e histórica, producida por Al-Sharq Establishment for Production and Distribution; dirigida y guionada por el director Najdat Anzour, en 2013, y 120 min de duración. Es protagonizado por el actor italiano Fabio Testi; y, el artista inglés Bill Floese, en el papel de Abdul Aziz (ibn Saud), líder de la nación saudí y maestro de espías ingleses en países islámicos.
El director Najdat Anzour es hijo del pionero sirio del cine árabe Ismail Anzour. Si bien Najdat mantiene su reputación en producir series de TV épicas acerca de importantes episodios sobre historia del islamismo y del Oriente Medio. Y, también es conocido por polémicos temas políticos. Su último, Rey de las Arenas, cae en esa categoría.

## Trama
El Rey de las Arenas es una película biográfica sobre Ibn Saud, el emir de Arabia central Al Saud; clan y fundador del actual reino de Arabia saudita.
La película captura la historia de cincuenta años del rey Abdul Aziz al-Saud desde su exilio en la ciudad de Kuwait hasta su regreso a Riad. El director recibió una amenaza para detener la presentación del gobierno de Arabia Saudita por la firma británica debido al contenido y el escenario de la película, que cuenta la historia del rey Abdul-Aziz Al Saud, la vida del fundador del reino. Se vio obligado a pedir auxilio legal a un bufete británico, Parker Gillette, para responder oficialmente a las cartas de la compañía, y así evitar una querella.

## Reparto
- Fabio Testi como Ibn Saud.
- Bill Fellows como St John Philby.
- Marco Foschi como Bin Saud (joven).
- Mohammed Rafee
- Adnan Abdul Jalil como Juez.
- Amjad Hussain
- Hamida Salim como asistente de Ibn Saud.

## Filme interdicto
El 18 de abril de 2012, el director de la película en una conferencia sobre el avance de la película y la rendición de cuentas a los periodistas, en Londres, informó por primera vez sobre las amenazas de personas desconocidas contra él para evitar la transmisión. Aunque el cine es una línea roja en la moderna Arabia Saudita misma, Las autoridades sauditas realistas, intentaron prohibir la proyección de esta película en otros países. El filme se ha mostrado en Damasco, a pesar de los intentos de un funcionario saudí de prohibirlo en Siria. No hay ningún informe sobre la presentación pública de la película en ningún otro país, sino un informe mixto sobre una proyección privada en Londres, RU.